# Fodina
Fodina is een geslacht van vlinders van de familie spinneruilen (Erebidae).

## Soorten
- F. afflicta Berio, 1959
- F. albicincta (Walker, 1869)
- F. analamerana Viette, 1966
- F. antemedia Strand, 1919
- F. antsianaka Viette, 1966
- F. arctioides Walker, 1865
- F. cuneigera Butler, 1889
- F. chrysomera Lower, 1903
- F. decussis (Saalmüller, 1891)
- F. embolophora Hampson, 1902
- F. flacourti Viette, 1982
- F. fontalis Gaede, 1939
- F. hayesi Viette, 1981
- F. hoppei Hacker & Saldaitis, 2011
- F. hypercompoides Walker, 1865
- F. infractafinis Lucas, 1895
- F. insignis (Butler, 1880)
- F. johnstoni Butler, 1897
- F. kebea Bethune-Baker, 1906
- F. kosemponis Strand, 1914
- F. lanaoensis Schultz., 1907
- F. laurentensis Viette, 1966
- F. legrainei Hacker & Saldaitis, 2010
- F. mabillei Viette, 1966
- F. madagascariensis Viette, 1966
- F. malagasy Viette, 1966
- F. maltzanae Strand, 1914
- F. matacassi Viette, 1982

- F. maudavei Viette, 1982
- F. megalesia Viette, 1966
- F. miranda Turner, 1933
- F. oriolus Guenée, 1852
- F. ostorius Donovan, 1805
- F. oxyprora (Bethune-Baker, 1911)
- F. pallula Guenée, 1852
- F. pauliani Viette, 1966
- F. pergrata Turner, 1933
- F. postmaculata Hampson, 1893
- F. quadricolor Strand, 1914
- F. reussiana Strand, 1914
- F. rhodotaenia (Mabille, 1879)
- F. sakalava Viette, 1966
- F. sarmentosa Felder, 1874
- F. sogai Viette, 1966
- F. stola Guenée, 1852
- F. sumatrensis Prout, 1924
- F. toulgoeti Viette, 1979
- F. viettei Berio, 1959
- F. vieui Viette, 1966